# Virtual Riot
Christian Valentin Brunn (nascido em 20 de julho de 1994), mais conhecido pelo seu nome artístico Virtual Riot, é um DJ alemão e produtor de música eletrônica. Com 23 anos de idade, ele lançou vários álbuns e EPs, mais notavelmente seu álbum de 2013, "There Goes Your Money". Ele foi contratado para o selo musical independente Disciple Recordings em 2014.
Em 16 de abril de 2019 anunciou sua contratação no selo OWSLA, fundada pelo DJ e produtor Skrillex.

## Carreira
Ele teve numerosos hits e paradas no Beatport, incluindo "One For All, All For One" com Razihel e "Cali Born" com Helicopter Showdown.
Outros sites de música eletrônica, como YourEDM, chamaram a sua música de "não-tradicional" e "edgy", o comparando com artistas como Savant.
Brunn acumulou mais de 251,000 seguidores no SoundCloud e está aumentando rapidamente, onde ele lançou muitas faixas, começando com um pop-rock intitulado "Wake Me Up", e recentemente seu EP 'Throw Back'. Ele também excedeu 276,000 inscritos no YouTube, onde ele publica as suas músicas, monólogos e tutoriais de produção musical.
Antes de produzir sob o pseudônimo de "Virtual Riot", Brunn produziu dubstep ambiente e future garage sob outro nome, conhecido como Your Personal Tranquilizer. Ele disse em uma livestream na sua conta do Twitch.tv que as suas obras sob aquele nome estão "em algum lugar no YouTube", sendo que o canal do YouTube "stollentroll32" tem Brunn tocando piano, e fazendo vídeos de dominó.
Ele também produziu vários sample packs para produtores de música, com alguns de seus mais populares packs incluindo o seu auto-intitulado pack de 2014 no Prime Loops, e seus packs para VSTs como o Massive do Native Instruments e o Serum, da Xfer.
Seu mascote de estúdio é um pequeno elefante que sua namorada comprou para seu 20º aniversário.
Em 21 de fevereiro de 2017, Brunn anunciou seu novo EP, Throw Back, através de sua página oficial do YouTube. Ao contrário de seu EP Chemistry, lançado em 2016, Throw Back parece ser uma literal homenagem/tributo de seus trabalhos anteriores, desviando do estilo riddim e contém faixas que são uma reminiscência de gêneros que ele havia produzido como melodic dubstep, electro e drum and bass. O álbum foi totalmente liberado para compra em plataformas de streaming em 27 de fevereiro.

## Discografia
- There Goes Your Money (2013)